# دانشگاه تفرش
دانشگاه تفرش، یک دانشگاه دولتی در شهر تفرش است؛ که در حال حاضر ۲۵۰۰ دانشجو و ۱۱۴ استاد در این مرکز مشغول فعالیت می‌باشند.
بر اساس تحلیلهای انجام شده این مرکز تاکنون ۷۵۰ مقاله علمی در نشریات و همایشهای داخلی منتشر نموده‌است. علاوه بر این تاکنون ۳۸۱ مقاله معتبر بین‌المللی نیز از این مرکز استخراج شده‌است.

## تاریخچه
در اسفند ماه سال ۱۳۶۵ نخستین گام در راه تأسیس دانشگاه در شهر تفرش با هدف پرورش متخصصین و محققین متعهد و تأمین نیروی انسانی مورد نیاز جامعه از سوی شورای گسترش دانشگاه‌ها برداشته شد.
در تیرماه ۱۳۶۶ کلنگ احداث آن با پیگیریهای نماینده وقت دکترحیدری زده و دانشگاه صنعتی امیرکبیر متصدی اجرای طرح و راه اندازی این دانشگاه گردید.
در مهرماه سال ۱۳۶۷دانشگاه تفرش به عنوان واحدی از دانشگاه امیرکبیر تهران فعالیت علمی خود را با پذیرش ۵۳ دانشجو در رشته ریاضی کاربردی آغاز و در سال ۱۳۸۵ با موافقت شورای گسترش آموزش عالی کشور به واحدی مستقل ارتقاء یافت.
در طرح مصوب دانشگاه تفرش هفده دانشکده و چهار مرکز تحقیقاتی با چهل و پنج گرایش تحصیلی در مقاطع کارشناسی، کارشناسی ارشد و دکتری طراحی گردیده‌است.
اکنون دانشگاه تفرش دارای ۱۰۰هیئت علمی تمام وقت می‌باشد.
دانشگاه تفرش در سال ۱۴۰۲ مجوز پذیرش دانشجویی بین المللی را دریافت کرد.

## انتشارات دانشگاه
دانشگاه تفرش تاکنون 886مقاله در همایشها و نشریات داخلی منتشر نموده‌است. که از این تعداد ۸۹ مقاله ژورنالی و ۵۴۰ مقاله کنفرانسی می‌باشد.

## ساختمان دانشگاه
این دانشگاه از سه ساختمان اصلی تشکیل شده‌است:
1. دانشکده علوم پایه: اکثر کلاس‌هایی که در این دانشگاه تشکیل می‌شود به دانشکده برق معروف است و سلف در انتهای آن قرار گرفته‌است.
2. دانشکده فنی و مهندسی: در این دانشکده که به دانشکده صنایع نیز معروف است تعداد کلاس‌های درسی کمتری است و بیشتر حالت اداری دارد، به طوری که تمام دانشکده‌های آن از جمله دانشکده‌های برق، صنایع، عمران و نقشه‌برداری، شیمی، مکانیک، فیزیک، ریاضی و گروه معارف و همچنین ریاست و معاونت‌های پژوهشی و آموزشی و تحصیلات تکمیلی در این دانشکده قرار گرفته‌اند.
3. ساختمان کلاس‌ها: این دانشکده به منظور ایجاد ظرفیت کافی برای گسترش رشته‌های جدید در این دانشگاه مورد بهره‌برداری قرار گرفت، ولی هنوز رشته جدیدی به رشته‌های این دانشگاه اضافه نشده‌است و در حال حاضر از آن برای برگزاری کلاس‌های همان رشته‌های قبلی استفاده می‌شود.

## رشته‌های تحصیلی

نمایی از دانشگاه

این دانشگاه ابتدا با پذیرش دانشجو در رشته ریاضی کاربردی و سپس مهندسی برق الکترونیک شروع به فعالیت کرد و در حال حاضر در رشته‌های متعددی دانشجو می‌پذیرد. همچنین با توجه به توسعه روزافزون دانشگاه تفرش و طبق برنامه قرار است، به زودی این دانشگاه در رشته‌های جدیدی مانند حقوق، مدیریت، شیمی، مهندسی کامپیوتر، مهندسی هوا و فضا، مهندسی معدن، مهندسی فناوری اطلاعات، مهندسی مکاترونیک و مهندسی صنایع غذایی  در مقاطع مختلف دانشجو پذیرد.
دانشکده‌های فعلی این دانشگاه از این قرار هستند:
1. دانشکده مهندسی برق رئیس دانشکده: علی محمد فتوحی
2. دانشکده مهندسی صنایع رئیس دانشکده: صفاری
3. دانشکده مهندسی مکانیک رئیس دانشکده: حکمت
4. دانشکده مهندسی عمران رئیس دانشکده: عرفاتی
5. دانشکده مهندسی نقشه‌برداری رئیس دانشکده: به نبیان
6. دانشکده مهندسی شیمی رئیس دانشکده: مصیبی
7. دانشکده ریاضی رئیس دانشکده: رمضانی
8. دانشکده فیزیک رئیس دانشکده: راسخی نژاد

 دانشکده‌هایی که مجوز تأسیس آن ها دریافت شده است:
1. دانشکده علوم انسانی
2. دانشکده هنر و معماری [۳]

رشته‌های مقطع کارشناسی
1. مهندسی مکانیک مدیر گروه: دکتر حامد حکمت
2. مهندسی برق مدیر گروه:  دکتر مهدی اره پناهی
3. مهندسی عمران  مدیر گروه: دکتر شاهوردی
4. مهندسی صنایع مدیر گروه: دکتر صفاری
5. مهندسی شیمی مدیر گروه: دکتر مصیبی
6. ریاضیات مدیر گروه: دکتر حسن آریان‌پور
7. فیزیک مدیر گروه: دکتر امیر قلعه
8. نقشه‌برداری مدیر گروه: دکتر به نبیان
9. حقوق در شرف تأسیس
10. مدیریت در شرف تأسیس
11. مهندسی هوا و فضا در شرف تأسیس
12. مهندسی معدن در شرف تأسیس
13. مهندسی صنایع غذایی در شرف تأسیس
14. شیمی در شرف تأسیس
15. مهندسی مکاترونیک در شرف تأسیس
16. مهندسی فناوری اطلاعات در شرف تأسیس

رشته‌های مقطع کارشناسی ارشد
1. مهندسی نقشه‌برداری –  ژئودزی (مدیر گروه: به نبیان)
2. مهندسی عمران - سازه (مدیر گروه: عرفاتی)
3. مهندسی عمران - ژئوتکنیک (مدیر گروه: شاهوردی)
4. مهندسی صنایع - بهره‌وری سیستم (مدیر گروه: محمد صفاری)
5. مهندسی برق - الکترونیک (مدیر گروه: فتوخی)
6. مهندسی برق - کنترل (مدیر گروه: مددی)
7. مهندسی برق - قدرت (مدیر گروه: اره پناهی)
8. مهندسی مکانیک - طراحی جامدات (مدیر گروه: محمد حامد حکمت)
9. مهندسی مکانیک - تبدیل انرژی (مدیر گروه: محمد حامد حکمت)
10. ریاضی کاربردی -' آنالیز عددی ' (مدیر گروه: حسن آریانپور)
11. ریاضی محض - هندسه (مدیر گروه: حسن آریانپور)
12. فیزیک - ذرات بنیادی و نظریه میدان (مدیر گروه: امیر قلعه)
13. فیزیک - هسته‌ای (مدیر گروه: امیر قلعه)
14. فیزیک (جامدات) (مدیر گروه: امیر قلعه)
15. مهدسی مکاترونیک مدیر گروه:

مقطع دکتری
1. مهندسی برق (کنترل)
2. ریاضی (گراف جبری)